# Brug 981
Brug 981 is een vaste brug in Amsterdam-Noord.
De brug is gelegen in de IJdoornlaan, vlak voor de aansluiting met de Beemsterstraat; ze voert daarbij over een gracht. De achtentwintig meter brede brug draagt twee voetpaden van elk acht meter breed met daartussenin het rijdek. De brug is uitgevoerd als een duikerbrug; ze is ruim 42 meter lang terwijl de duiker slechts circa 3,50 meter breed is. De koker van de duiker is daarbij langer dan de brug breed is, waardoor er aan beide zijden van de brug een uitbouw zichtbaar is. Op die uitbouwen zijn dan weer zitbanken geplaatst zodat over de afwateringstocht gekeken kan worden; de leuningen daarvan vormen tevens de brugleuningen van de terrassen. De brugleuningen/balustrades bestaan uit betonnen sierelementen waarop dan nog een metalen balkje loopt. Het geheel aan brug, duiker, leuning, zitjes en bankjes is afkomstig van esthetisch architect Dirk Sterenberg, werkzaam bij de Dienst der Publieke Werken in Amsterdam.  
Voor deze brede brug en brug 985 gingen vanaf april tot en met juli 1966 132 betonnen heipalen de grond in. In mei 1967 werden beide bruggen opgeleverd. Ze zaten samen in een aanbestedingspakket.

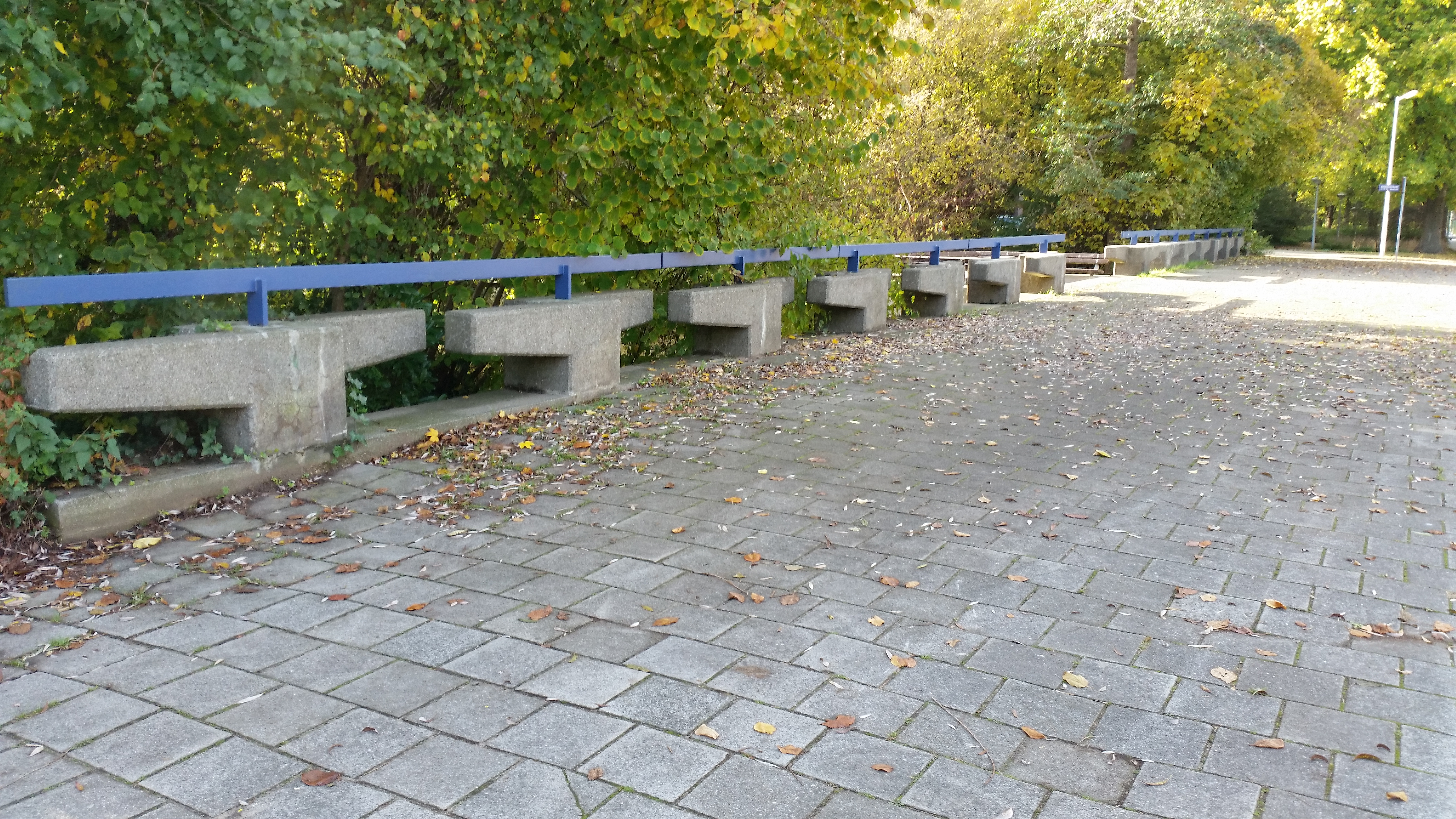
Balustraden met terras (november 2018)

<<< · 900 · 901 · 904 · 905 · 906 · 907 · 908 · 909 · 912 · 913 · 914 · 915 · 916 · 917 · 918 · 919 · 920 · 923 · 924 · 930 · 932 · 933 · 934 · 935 · 936 · 937 · 939 · 943 · 944 · 945 · 946 · 947 · 948 · 949 · 950 · 951 · 952 · 953 · 954 · 956 · 957 · 958 · 959 · 960 · 961 · 962 · 963 · 964 · 965 · 966 · 967 · 968 · 970 · 971 · 972 · 973 · 974 · 975 · 978 · 979 ·  980 · 981 · 984 · 985 · 986 · 987 · 988 · 989 · 990 · 991 · 992 · 993 · 994 · 995 · 996 · 997 · 998 · 999 · >>>
Brugnummers  902, 903, 910, 911, 920, 921, 922, 925, 926, 927, 928, 929, 931, 937, 938, 940, 941, 942, 955, 969, 976, 977, 982, 983 zijn niet (meer) vergeven.